# Rie Matsubara
Rie Matsubara (Gifu, 21 ottobre 1993) è una ginnasta giapponese.

## Biografia
Matsubara ha partecipato alle Olimpiadi di Londra 2012 piazzandosi con la squadra giapponese al settimo posto. Ai Mondiali di Stoccarda 2015 ha vinto la medaglia di bronzo nei 5 nastri. Vanta anche la presenza alle Olimpiadi di Rio de Janeiro 2016, dove il Giappone si è classificato ottavo.

## Palmarès
- Campionati mondiali di ginnastica ritmica

Stoccarda 2015: bronzo nei 5 nastri.
Pesaro 2017: argento nelle 3 palle / 2 funi, bronzo nei 5 cerchi e nell'all-around.
Sofia 2018: argento nei 5 cerchi.
Baku 2019: oro nelle 5 palle, argento nell'all-around e nei 3 cerchi / 4 clavette.